# Гать (Підкарпатське воєводство)
Гать або Гаць (пол. Gać) — село в Польщі, у гміні Гаць Переворського повіту Підкарпатського воєводства. Населення — 1570 осіб (2011).

## Розташування
Село знаходиться за 12 км на південний захід від адміністративного центру повіту Переворська і за 26 км на схід від адміністративного центру воєводства Ряшева.

## Історія
На території села археологи відкрили попільні могильники (180 поховань) Пшеворської культури.
Після захоплення Галичини поляками Оттон Пілицький надавав лицарю Вербенці село Микуличі в 1375 р., називаючи в цьому ж документі сусідні села Нижатичі, Сетеш, Острів і Гаврилова Гать. Незабаром початі латинізація та полонізація місцевого українського населення лівобережного Надсяння, зокрема вже до 1450 р. утворили в селі Гать латинську парафію. Після смерті Оттона Пілицького всі довколишні села були у власності його доньки Ельжбети Грановської, яка 2 травня 1415 р. вийшла заміж за короля Владислава II Ягайла і Нижатичі стали королівською власністю. В 1515 р. село входило до каньчузького ключа Перемишльської землі Руського воєводства, було 23 лани ріллі та 2 корчми.
У 1836 р. в селі ще було 2 греко-католики, які належали до парафії Кречовичі Каньчузького деканату Перемишльської єпархії. На той час унаслідок півтисячоліття латинізації та полонізації українці лівобережного Надсяння опинилися в меншості, українці-грекокатолики зберігались у селі та згадувались у Шематизмах ще до 1848 р., а в наступному (1868 р.) серед сіл парафії вже не згадується.
Згідно з «Географічним словником Королівства Польського» в 1881 р. село належало до Ланцутського повіту Королівства Галичини і Володимирії Австро-Угорщини, було 859 жителів.
У міжвоєнний період село входило до ґміни Маркова Переворського повіту Львівського воєводства Польщі.
У 1975-1998 роках село належало до Перемишльського воєводства.

## Демографія
Демографічна структура станом на 31 березня 2011 року:
|          | Загалом | Допрацездатний вік | Працездатний вік | Постпрацездатний вік |
| -------- | ------- | ------------------ | ---------------- | -------------------- |
| Чоловіки | 799     | 182                | 534              | 83                   |
| Жінки    | 771     | 152                | 434              | 185                  |
| Разом    | 1570    | 334                | 968              | 268                  |